# Fontaine-la-Louvet
Fontaine-la-Louvet ist eine französische Gemeinde mit 338 Einwohnern (Stand 1. Januar 2022) im Département Eure in der Region Normandie (vor 2016 Haute-Normandie). Sie gehört zum Arrondissement Bernay und zum Kanton Beuzeville. Die Einwohner werden Lupifontains genannt.

## Geografie
Fontaine-la-Louvet liegt etwa 15 Kilometer ostnordöstlich von Lisieux in der Landschaft Pays d’Auge an der Quelle der Calonne. Umgeben wird Fontaine-la-Louvet von den Nachbargemeinden Bailleul-la-Vallée im Nordwesten und Norden, Saint-Aubin-de-Scellon im Norden und Nordosten, Barville im Osten, Duranville im Südosten, Drucourt im Südosten und Süden, Thiberville im Süden, L’Hôtellerie im Südwesten, Les Places im Westen sowie Piencourt im Westen und Nordwesten.

## Bevölkerungsentwicklung
| Jahr                       | 1962 | 1968 | 1975 | 1982 | 1990 | 1999 | 2006 | 2013 | 2020 |
| Einwohner                  | 329  | 340  | 278  | 261  | 261  | 284  | 295  | 339  | 328  |
| Quellen: Cassini und INSEE |      |      |      |      |      |      |      |      |      |

## Sehenswürdigkeiten
- Kirche Saint-Arnoul aus dem 16. Jahrhundert

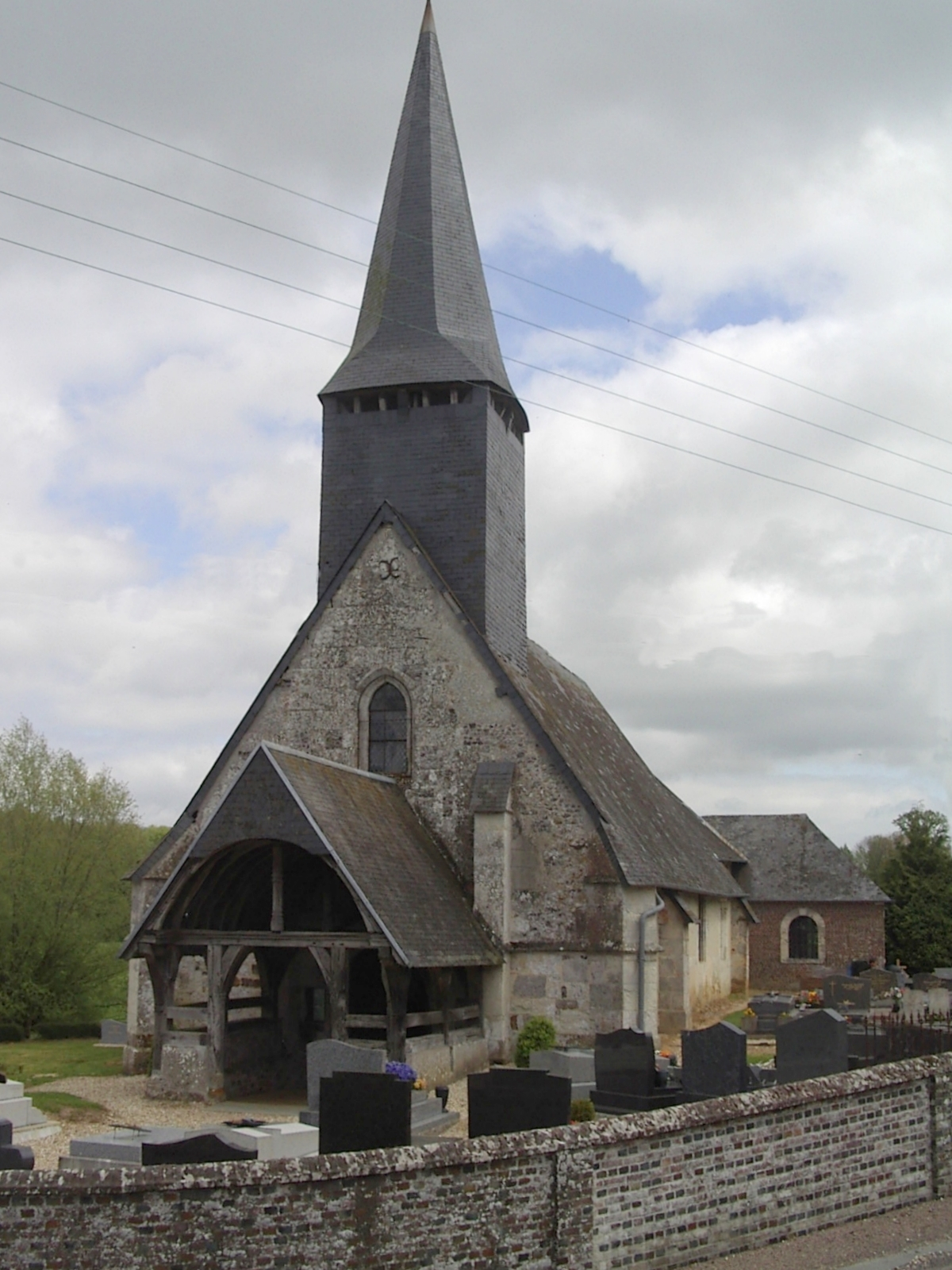
Kirche Saint-Arnoul
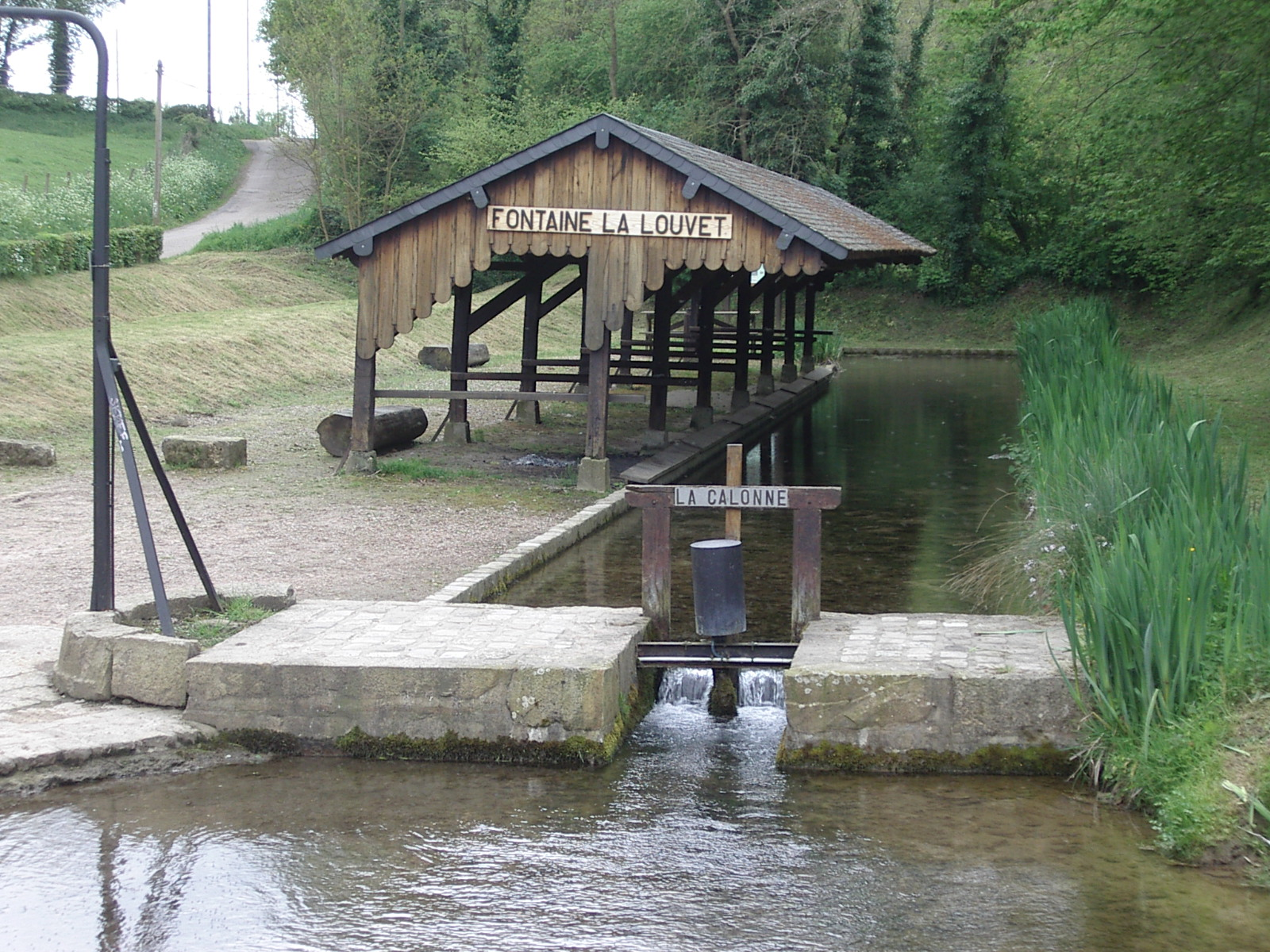
Ehemaliges Waschhaus an der Quelle der Calonne
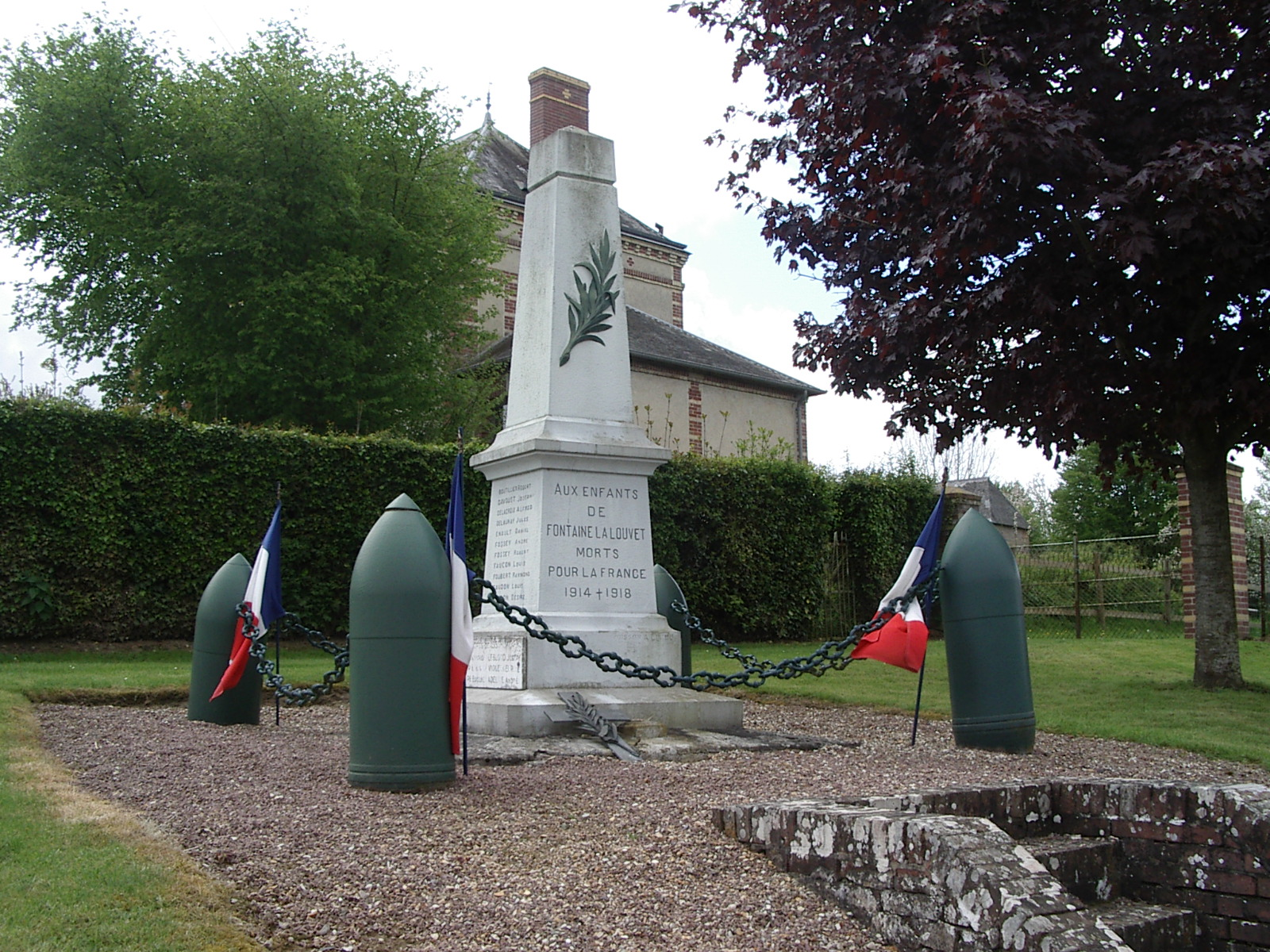
Gefallenendenkmal